# ترابی
ترابی می‌تواند یک نام خانوادگی برای برخی افراد باشد، از جمله:
- علی‌اکبر ترابی نویسنده و استاد جامعه‌شناسی
- مرشد ترابی
- حسین ترابی
- جمال ترابی طباطبایی سکه‌شناس برجسته ایرانی
- مهرانه مهین ترابی بازیگر
- مهدی ترابی بازیکن فوتبال
- عبدالرضا ترابی نماینده هفتمین دوره مجلس شورای اسلامی